# Sabrina Harman

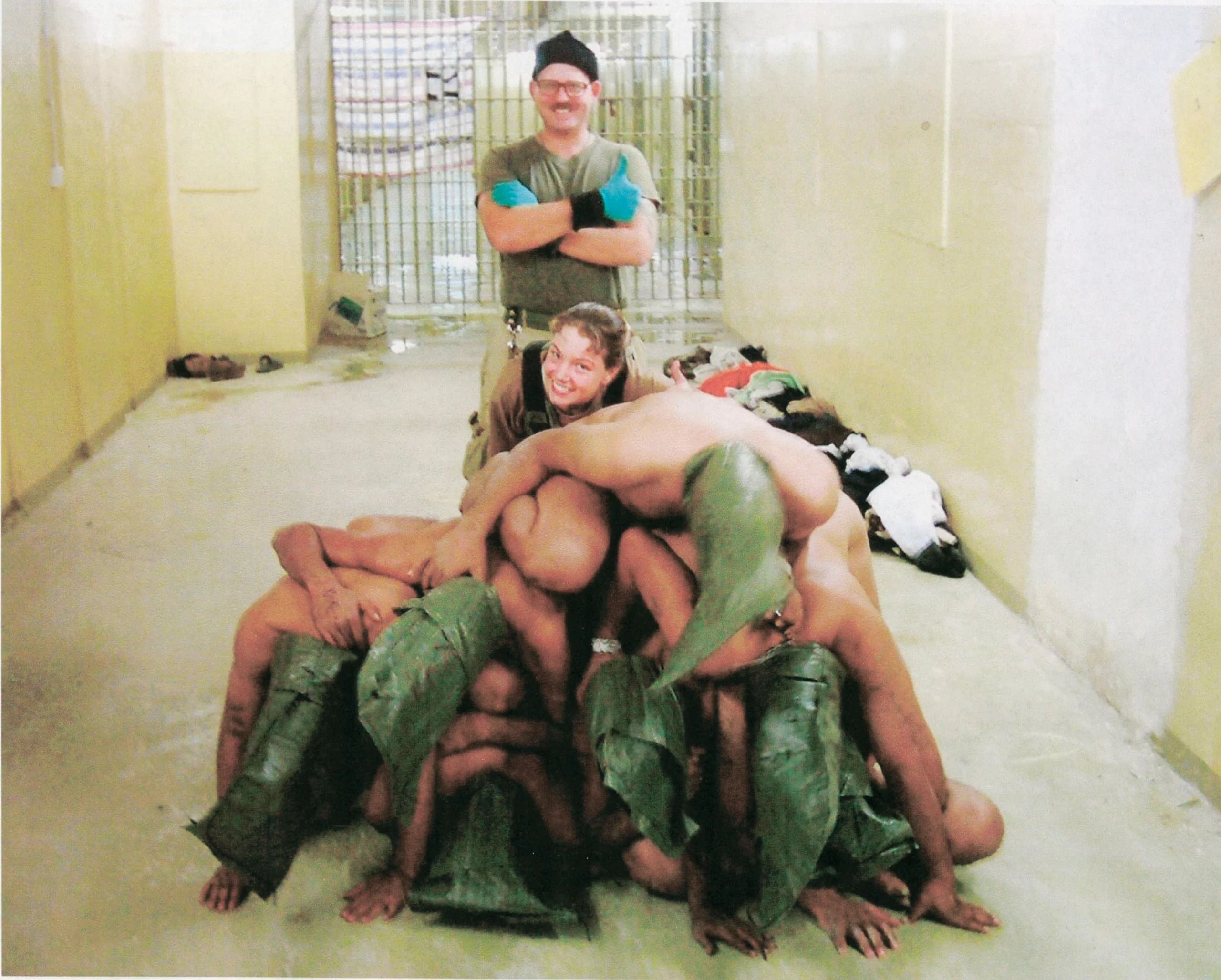
Sabrina Harman e Charles Graner em Abu Ghraib.

Sabrina D. Harman (Lorton, 5 de janeiro de 1978) é uma ex-soldado estadunidense que foi levada à corte marcial pelo Exército dos Estados Unidos por abuso de prisioneiros após o escândalo da Prisão de Abu Ghraib em 2003 e 2004. Junto com outros soldados de sua unidade da Reserva do Exército, a 372ª Companhia de Polícia Militar, ela foi acusada de permitir e infligir abuso físico e tortura psicológica a detentos iraquianos na Prisão de Abu Ghraib, uma famosa prisão em Bagdá durante a ocupação do Iraque pelos Estados Unidos.
Harman foi condenada por maus-tratos a detentos, conspiração para maltratar detentos e abandono do dever. Ela foi condenada a seis meses de prisão, perda de todos os seus salários e benefícios, rebaixada e dispensada por má conduta.

## Vida pregressa e educação
Harman nasceu em Lorton, Virgínia. Seu pai era detetive de homicídios e a família costumava ver fotos de pessoas mortas em cenas de crime. A mãe de Harman, Robin, foi descrita como uma "fã forense". Harman se formou na Robert E. Lee High School em Springfield, Virgínia.

## Citações
O advogado de Harman disse que esperava ver a cadeia de comando militar levada a julgamento, em vez de reservistas de baixo escalão como Harman. "Acho que não podemos nem começar a imaginar o tipo de ambiente em que ela estava. Em primeiro lugar, ela não foi treinada para ser uma guarda prisional, então nem conhecia as regras básicas. Ela não era treinada em inteligência militar. Acho que nenhum americano pode realmente apreciar o estresse que existia junto com o fato de que eles estavam com poucos homens e não foram treinados para realizar esta missão", disse.